# That Eternal Ping-Pong
That Eternal Ping-Pong è un cortometraggio muto del 1902 diretto da Percy Stow e interpretato da May Clark.

## Trama
Una giovane coppia formata da un ragazzo e una ragazza cominciano, nel 1902, una partita a ping pong. Nel 2000, i loro scheletri stanno continuando a giocare.

## Produzione
Il film fu prodotto dalla Hepworth.

## Distribuzione
Distribuito dalla Hepworth, il film - un cortometraggio della lunghezza di trenta metri - uscì nelle sale cinematografiche britanniche presumibilmente nel 1902.
Si pensa che sia andato distrutto nel 1924 insieme a gran parte degli altri film della Hepworth. Il produttore, in gravissime difficoltà finanziarie, pensò in questo modo di poter almeno recuperare l'argento dal nitrato delle pellicole.